# ケレワン
ケレワン（Kerewan）は、ガンビア北西部の北岸地方の首府。。
2012年の人口は約3400人。
下バディブ地区に属する。首都バンジュールからは東に50㎞、ファラフェニからは西に50㎞の地点に位置する。
ガンビア川に近い地域には沼地が、離れた地域にはサバンナが広がっている。
ファラフェニからガンビア川北岸を通ってくる北岸道路はかつて未舗装だったが、2007年に舗装された。